# Theory of Games and Economic Behavior
Theory of Games and Economic Behavior (Teoria dos Jogos e Comportamento Econômico) é um livro publicado em 1944 pelos matemáticos e economistas Oskar Morgenstern e John von Neumann. O livro contem a teoria matemática dos jogos baseado na teoria dos jogos de estratégia.
Trata-se do estudo da interação entre agentes racionais.